# Гіперкапнія
Гіперкапні́я — патологічний стан, який спричинює надмірна кількість CO2 у крові; отруєння вуглекислим газом. Іноді може супроводжувати гіпоксію. Є симптомом низки хвороб.
При концентрації СО2 у повітрі понад 1 % його вдихання породжує такі прояви: головний біль, нудота, часте поверхневе дихання, посилене потовиділення, втрата свідомості.
Гіперкапнія може виникнути в таких випадках:
- При використанні несправних дихальних апаратів замкнутого циклу (ребризерів).
- В погано вентильованих барокамерах, де утримують групу людей.
- При забиванні балонів акваланга.
- При використанні компресора з поганими фільтрами в погано вентильованому приміщенні.
- При плаванні з дуже довгою дихальною трубкою: при видиху в такій трубці залишається старе повітря з підвищеним вмістом СО2, і плавець вдихає його в наступному дихальному циклі.
- При затримках дихання під водою. Багато підводників намагаються економити повітря і затримують видих. Це і призводить до отруєння СО2, від чого починається головний біль.
- При деяких хворобах з проблемами дихання, зокрема, при синдромі Гієна — Барре, синдромі Вільямса, тощо.

Лікування здійснюють чистим киснем.
Для контролю гіперкапнії та гіпокапнії в медицині використовують капнограф — аналізатор вмісту вуглекислого газу у видихуваному повітрі. Вуглекислий газ має велику дифузійну здатність, тому у видихуваному повітрі його міститься практично стільки ж, скільки в крові, і величина парціального тиску CO2 в кінці видиху є важливим показником життєдіяльності організму.
| симптом | Це незавершена стаття про симптом хвороби. Ви можете допомогти проєкту, виправивши або дописавши її. |